# Khansa (cràter)

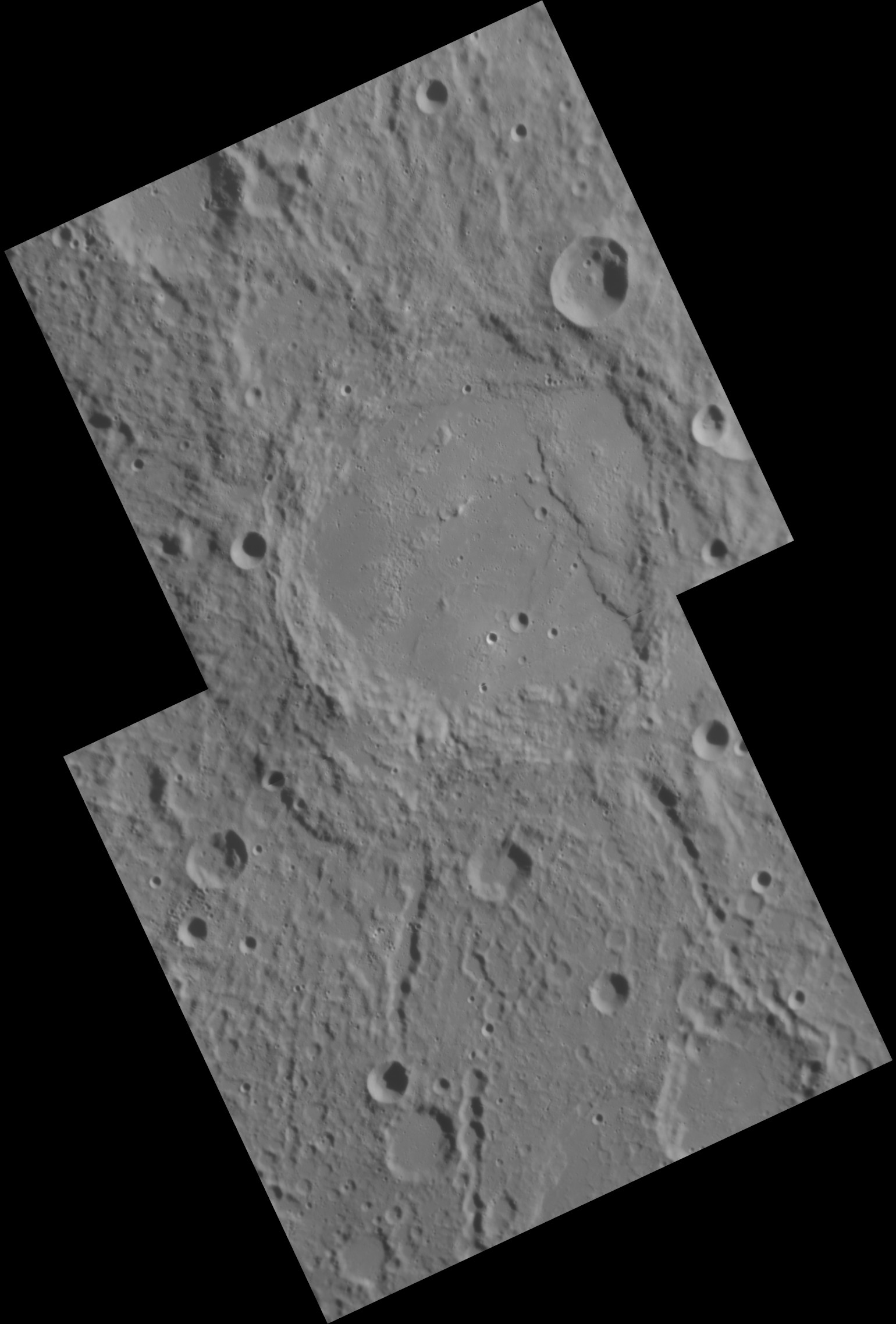
Muntatge fotogràfic del cràter realitzat per la sonda Messenger.

Khansa és un cràter d'impacte en el planeta Mercuri de 113 km de diàmetre. Porta el nom de la poetessa àrab al-Khansà (c. segle vi), i el seu nom va ser aprovat per la Unió Astronòmica Internacional el 1976.